# Elgin Cathedral

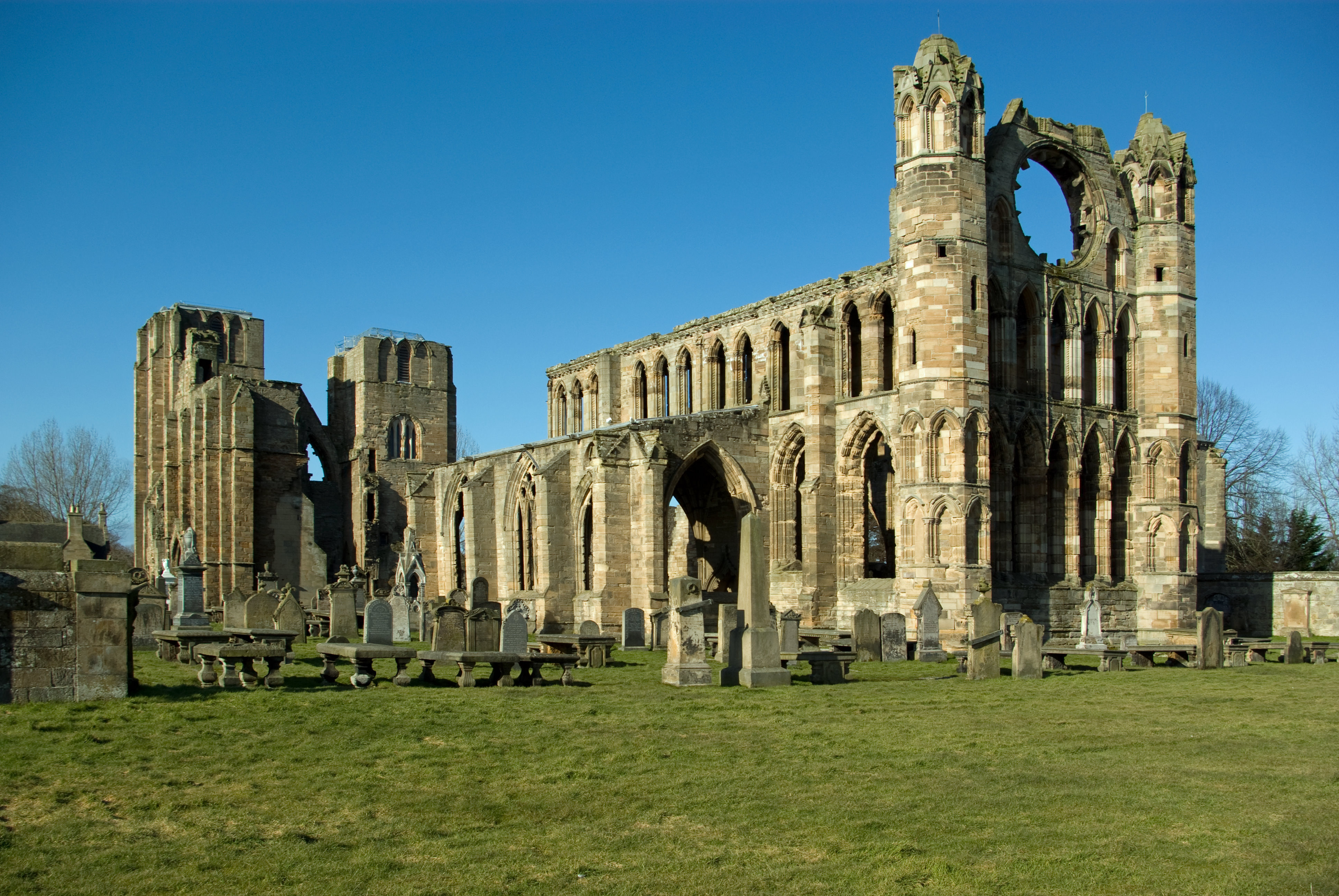
Die Kathedrale von Elgin

Die Elgin Cathedral in der schottischen Stadt Elgin war einst eine der größten Kirchen Schottlands und wurde als „Lantern of the North“ bezeichnet. Sie ist nur noch als Ruine erhalten. Ihr Bau begann im 13. Jahrhundert unter Bischof Andrew Murray. Sie war der Heiligen Dreifaltigkeit geweiht und Sitz der Bischöfe von Moray. Im Zuge der Reformation in Schottland und der Gründung der Church of Scotland wurde die Kathedrale im 16. Jahrhundert aufgegeben und verfiel in den folgenden Jahrhunderten. 1971 wurde sie in die schottischen Denkmallisten in der höchsten Denkmalkategorie A aufgenommen und ist seit 1995 als Scheduled Monument unter Schutz gestellt. 2024 betrug die Besucherzahl etwa 32.000 Personen.

## Geschichte
Der Sitz der Bischöfe von Moray war ursprünglich in Spynie Palace, etwa drei Kilometer nordöstlich von Elgin. Bischof Andrew Murray verlegte im Jahr 1224 mit Genehmigung von Papst Honorius III. den Sitz nach Elgin, mit dem Bau der Kathedrale im gotischen Stil hatte er wahrscheinlich schon einige Jahre zuvor begonnen. Abgeschlossen wurde der Bau in den Jahren nach 1242. 1270 wurden die Kathedrale und die angrenzenden Häuser der Kanoniker durch ein Feuer schwer beschädigt. Beim Wiederaufbau wurde der Bau deutlich vergrößert und erhielt unter anderem neue Seitenschiffe, womit ein für Schottland außergewöhnlich breites Kirchenschiff entstand. Der nach Osten weisende Hochchor wurde verlängert und höher aufgebaut und erhielt seine noch erhaltene Front mit zwei Chortürmen. Ebenfalls nach 1270 ergänzt wurde der auf der Nordseite angebaute achteckige Kapitelsaal, der als einer der wenigen Bauteile noch weitgehend erhalten ist.
Alexander Stewart, 1. Earl of Buchan, genannt der Wolf of Badenoch, ein Sohn von König Robert II., hatte nach 1382 seine Ehefrau Euphemia, 6. Countess of Ross zugunsten einer Geliebten verstoßen. Seine Frau wandte sich daraufhin an Alexander Bur, den Bischof von Moray, der den Earl of Buchan daraufhin exkommunizierte. Der Wolf of Badenoch, der schon zuvor verschiedene Auseinandersetzungen mit dem Bischof gehabt hatte, überfiel daraufhin die dem Bischof unterstehenden Städte Elgin und Forres und brannte sie nieder. Auch die Kathedrale wurde dabei zerstört. Auf Druck seines inzwischen dem Vater als König nachgefolgten Bruders Robert III. musste Alexander Stewart jedoch Buße tun und dem Bischof die angerichteten Schäden ersetzen, worauf dieser die Exkommunikation aufhob. Der Wiederaufbau der Kirche zog sich bis Ende des 15. Jahrhunderts hin, als unter Bischof Andrew Stewart (1482–1501) der Kapitelsaal wiederhergestellt wurde.

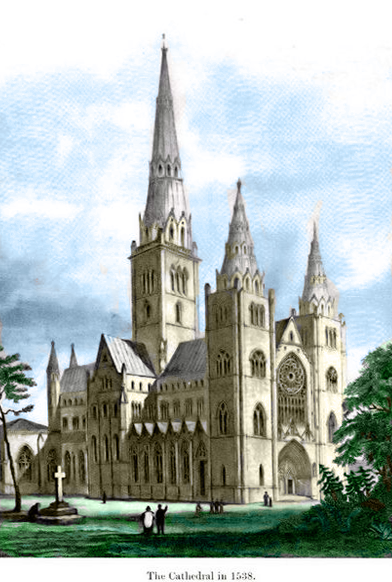
Farbige Rekonstruktion des Bauzustands Mitte des 16. Jahrhunderts

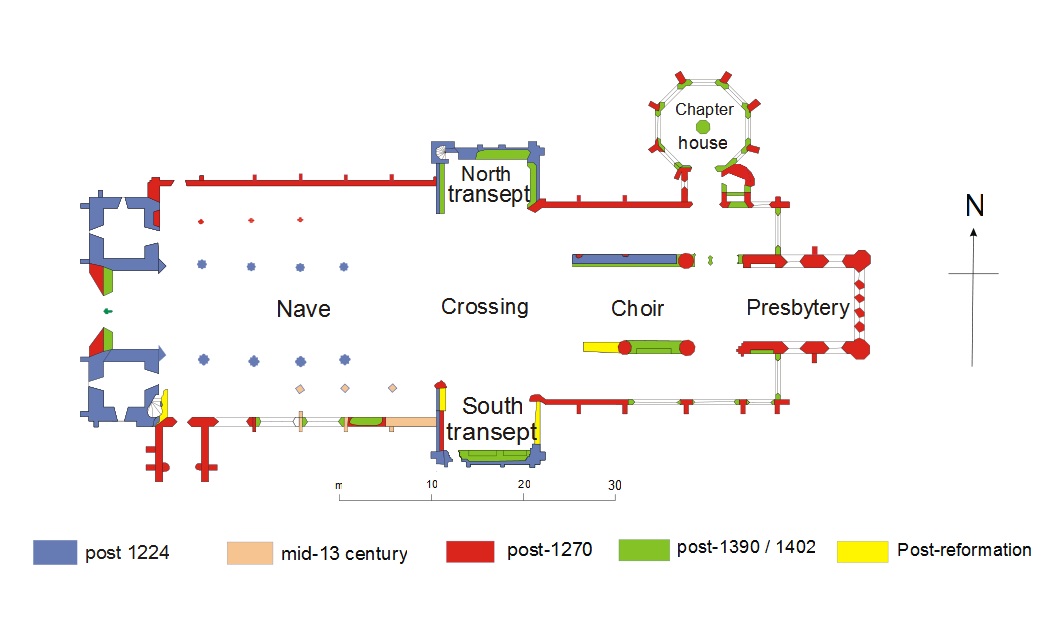
Bauphasen der erhaltenen Teile der Kathedrale

1560 beschloss das Parliament of Scotland die Einführung der Reformation in Schottland, nahm die Confessio Scotica an und begründete die Church of Scotland. Das Amt des Bischofs von Moray blieb zunächst erhalten, wenn auch mit reduzierten Kompetenzen. Da Elgin mit der St Giles Church bereits eine Pfarrkirche hatte, wurde die Kathedrale nicht mehr benötigt und verfiel in den kommenden Jahrzehnten allmählich. Bereits 1567 wurde auf Anordnung des schottischen Privy Councils die Bleiabdeckung des Kirchendachs entfernt, auch die St Machar’s Cathedral in Aberdeen verlor ihre Bleieindeckung. Mit dem Erlös aus dem Verkauf des Bleis sollte das schottische Heer finanziert werden. 1569 sorgte Bischof Patrick Hepburn für provisorische Reparaturen am Dach, die schützende Funktion der Bleiabdeckung fehlte nun jedoch. Bereits 1615 wurde die Kathedrale als baufällig beschrieben. 1637 stürzte das Dach eines Seitenschiffs ein und 1640 entfernte man den großen hölzernen Lettner aus dem Hauptschiff, um ihn zu Brennholz zu verarbeiten. Die Kriege der Drei Königreiche im 17. Jahrhundert verursachten weitere Schäden, so ist die Zerstörung des großen Westfensters wahrscheinlich auf Soldaten Oliver Cromwells zurückzuführen. Nach der Glorious Revolution 1689 schaffte die Church of Scotland das Bischofsamt ab. Die Kathedrale ging damit in den Besitz der Krone über, ohne dass nennenswerte Aktivitäten zu ihrer Instandhaltung folgten. Lediglich der Kapitelsaal wurde noch regelmäßig genutzt.
Der große Hauptturm über der Vierung stürzte schließlich an Ostersonntag 1711 ein, wobei das Hauptschiff zerstört wurde. Der umliegende Friedhof wurde jedoch weiterhin für Beisetzungen genutzt. In der Folge wurde die Ruine als Steinbruch für örtliche Bauvorhaben zweckentfremdet. Im beginnenden Zeitalter der Romantik fand die Kathedrale allmählich Interesse bei Künstlern und ersten Touristen. 1807 wurde eine Mauer um den Kathedralbezirk, der auch die verbliebenen Kanonikerhäuser umfasste, erbaut. Der Queen’s and Lord Treasurer’s Remembrancer, dem die Verwaltung des Baus oblag, beauftragte 1824 den Architekten Robert Reid mit dem Wiederaufbau des Kapitelsaals, der in der Folge ein neues Dach erhielt. Ein örtlicher Betreuer wurde bestellt, der in den Folgejahren das Gelände der Kathedrale und des sie umgebenden Friedhofs von Schutt und Trümmern bereinigte und für weitere Erhaltungsmaßnahmen sorgte, wobei allerdings auch manches Detail der Baugeschichte verloren ging. Weitere Instandhaltungsmaßnahmen folgten. In den 1930er Jahren erhielt das gut erhaltene südliche Seitenschiff des Chors zum Schutz ein Dach. Zwischen 1988 und 2000 wurden die Westtürme umfassend restauriert, der nördliche Turm dient seitdem als Aussichtsplattform und kann bestiegen werden. 1971 wurden die Kathedrale, die Umfassungsmauer und das sogenannte „Bishop’s House“, das letzte erhaltene Kanonikerhaus, als Listed Buildings der Kategorie A unter Schutz gestellt. 1995 folgte die Aufnahme des Gesamtareals als Scheduled Monument.

## Architektur
Im Osten ragen zwei der vier Joche des Presbyteriums aus dem Baukörper der Kathedrale heraus und enden an der Ostfassade. Die anderen beiden Joche werden von Seitenschiffen flankiert und schließen an die drei Chorjoche weiter westlich an. Dabei bildete das östlichste Joch jedes Seitenschiffs eine Kapelle; diese war im Süden der Jungfrau Maria, im Norden dem hl. Columban von Iona gewidmet.
Zwischen dem Chor und dem Langhaus befindet sich die Vierung, die von einem Zentralturm überragt wurde und von der aus sich kurze Querschiffe nach Süden und Norden erstreckten. Das südliche Querschiff ist der besterhaltene Bauteil aus der ersten Bauphase zwischen 1224 und 1270. Das Langhaus hatte sieben Joche, deren westlichstes jeweils von einem Turm flankiert wurde. Damit war Elgin Cathedral die älteste dreitürmige Kathedrale Schottlands.
Nach dem Brand von 1270 wurden die Seitenschiffe verdoppelt, wobei die einzige weitere fünfschiffige Kathedrale Großbritanniens in Chichester wohl nicht das Vorbild war. Unter Bischof John Innes (1407–1414) wurde der Zentralturm erneuert. Zwei der vier übergroßen Skulpturen, die ihn zierten, ein Bischof und ein Ritter, haben den Einsturz von 1711 überdauert und sind nun im südöstlichen Kirchenschiff platziert.

## Kapitelsaal
Das achteckige Kapitelhaus mit seinem 34 Fuß hohen Fächergewölbe und seinem achteckigen Zentralpfeiler ist das einzige seiner Art, das in Schottland erhalten geblieben ist. Es misst 37 Fuß im Innendurchmesser und wurde nach 1270 an der Nordseite des Ostchors angefügt. Mit diesem ist es über einen kleinen, rechteckigen, gewölbten Vorraum verbunden, der in späterer Zeit als Sakristei benutzt wurde.
An seinen Wänden befindet sich in 8 Fuß Höhe ein umlaufendes Gesims, das an der dem Eingang gegenüberliegenden Seite, wo sich der Bischofssitz befand, auf einer fünfbogigen Arkade ruht. An den anderen Seiten wechseln sich Kragsteine und blätterverzierte Kappen ab. Auf diesen ruhen die Gewölberippen, die vom Zentralpfeiler ausgehen und durch Liernen verbunden sind. Die Kreuzungspunkte der Rippen und Liernen tragen Schlusssteine mit gemeißelten Darstellungen. Am Kapitell des Zentralpfeilers, der acht Rippen und acht Hohlwangen aufweist, sind am Übergang zu den Gewölberippen acht Wappenschilde herausgearbeitet. Im Süden, gegenüber des Eingangs, befindet sich das Königswappen Schottlands, im Norden eine kleine Skulptur des hl. Andreas, des Patrons Schottlands, und im Osten und Westen jeweils das Wappen des Clans Stewart, Lords of Lorn. Die vier Schilde dazwischen zeigen Elemente der Passion Jesu, also das Kreuz, die Dornenkrone, durchbohrte Hände und Füße und die Lanze. An der Nordwestseite ragt ein steinernes Lesepult aus dem Zentralpfeiler heraus.
Das Wappen des Clans Stewart taucht hier auf, da die Bischöfe James Stewart (gewählt 1459), David Stewart (1462–1476) und Andrew Stewart (1482–1501) alle diesem Haus angehörten. Es ist zwar möglich, dass bereits James Stewart mit den umfassenden Restaurierungsarbeiten des Kapitelshauses nach den Zerstörungen durch den Wolf of Badenoch begonnen hat, die Andreasskulptur auf dem nördlichen Wappenschild ist aber ein klarer Hinweis auf Bischof Andrew Stewart als maßgeblichen Bauherrn.

## Bishop's House
Das letzte verbliebene von ca. 20 Wohnhäusern der Kanoniker von Elgin Cathedral liegt nordwestlich der Kathedrale und wird gewöhnlich als Bishop's House bezeichnet. Es müsste aber korrekt Precentor's Manse heißen, denn es wurde über Jahrhunderte vom Präzentor, dem Vorsänger der Kathedrale, bewohnt. Der jeweilige Bischof hat dort wohl nur sporadisch übernachtet, denn sein Wohnsitz Spynie Palace lag ja nur 2 Meilen entfernt.
Das L-förmige, dreigeschossige Haus wurde ursprünglich 1224 errichtet und erhielt in der zweiten Hälfte des 16. Jahrhunderts im Norden einen zweiten Flügel. Der ursprüngliche Plan des Hauses weist im Erdgeschoss einen Vorratsraum und eine große, gewölbte Küche auf, darüber im ersten Stock eine Empfangshalle und ein Privatgemach nach Norden hin sowie im zweiten Stock die Wohn- und Schlafräume. Auffälligste Merkmale der Außenfassade sind die Treppengiebel und der kleine Erker an der Ostseite des zweiten Obergeschosses. An Verzierungen sind ein Wappenschild von Bischof Patrick Hepburn (1538–1573) und die gemeißelte Jahreszahl 1557 an einem Kragstein am Giebel des Nordflügels erhalten.

## Galerie

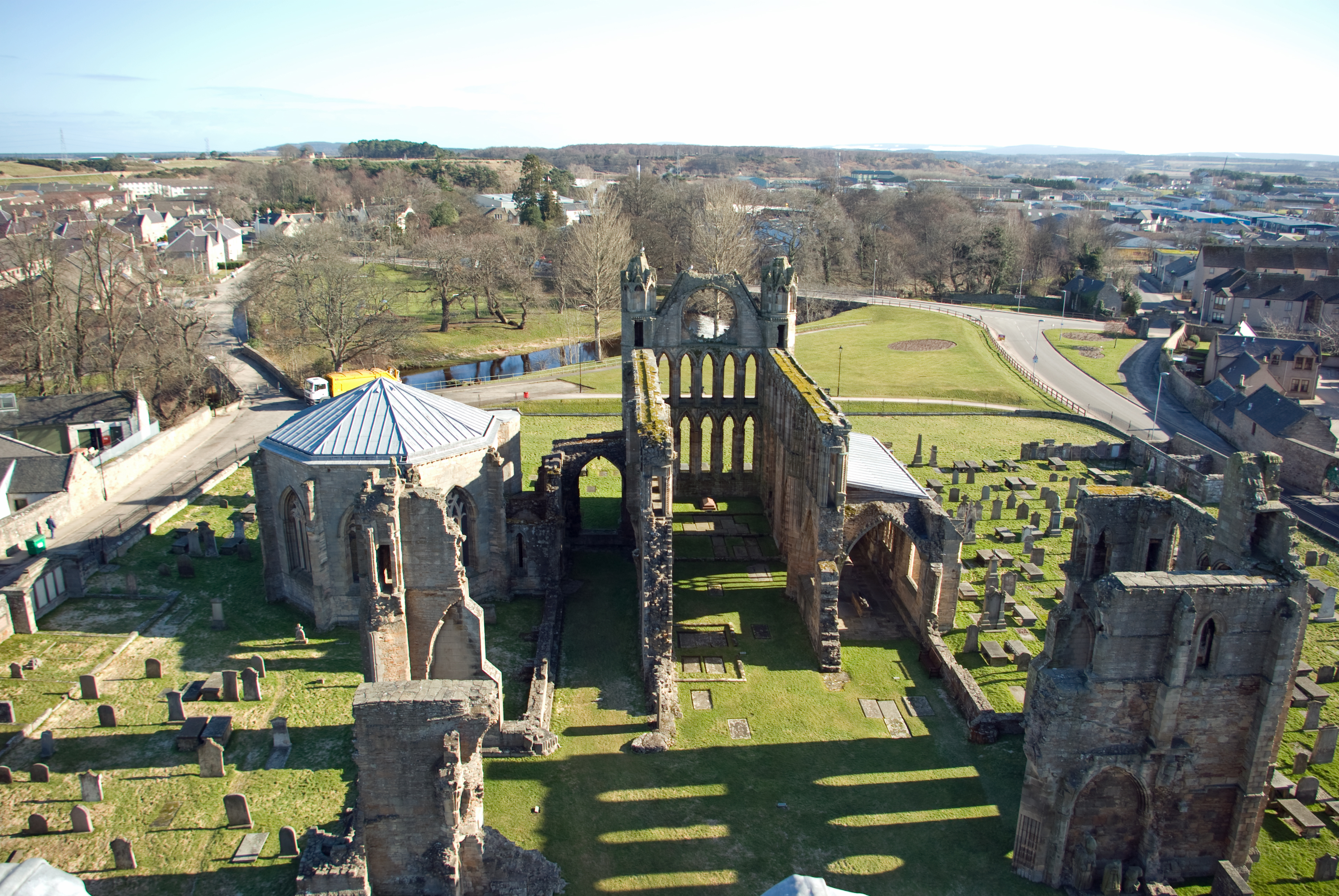
Blick vom Nordturm nach Osten auf Kapitelsaal und Chor
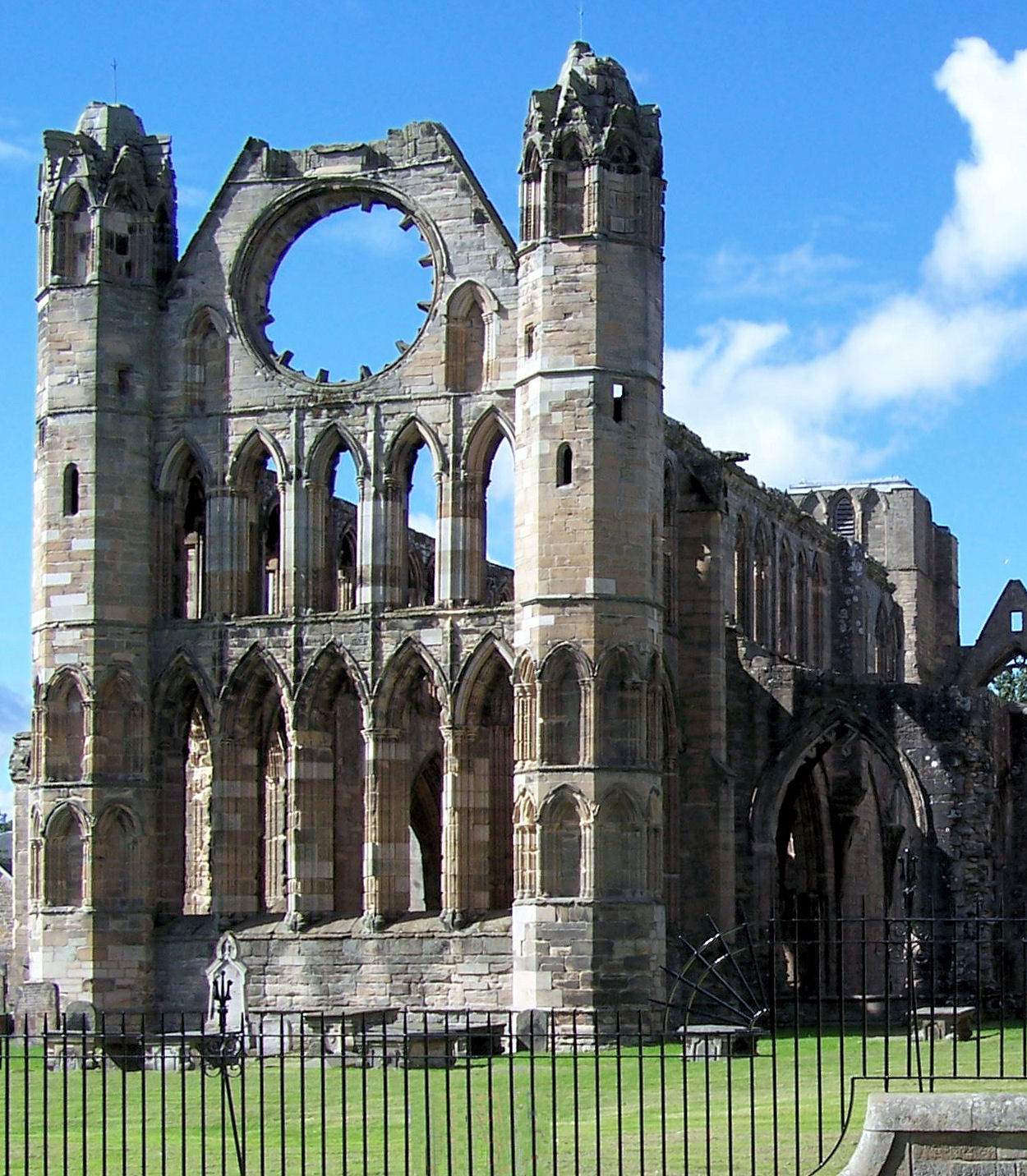
Der Chor und die Osttürme
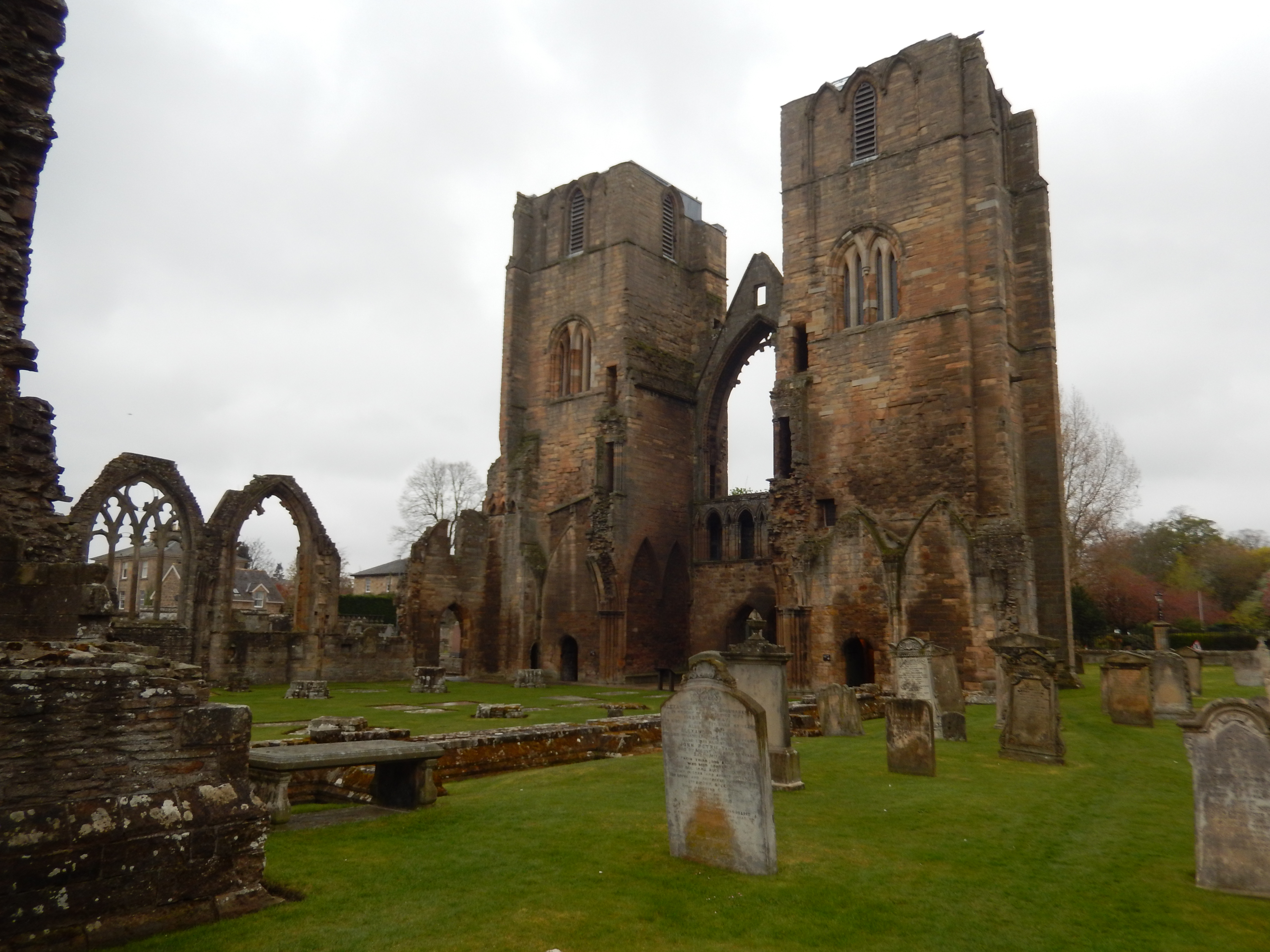
Die Westtürme der Kathedrale
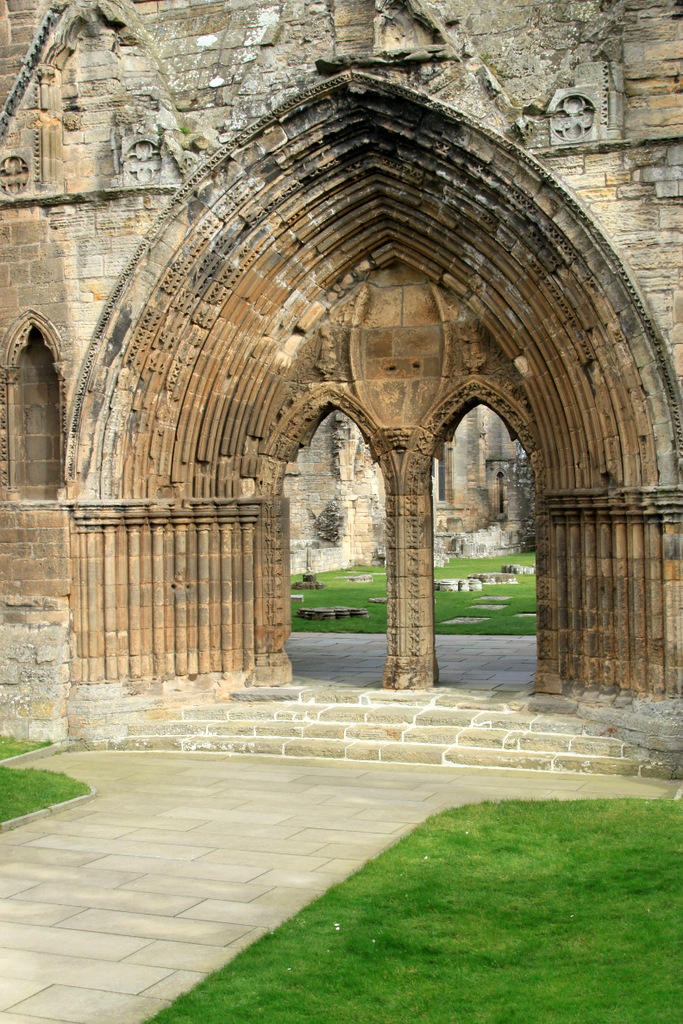
Das Westportal
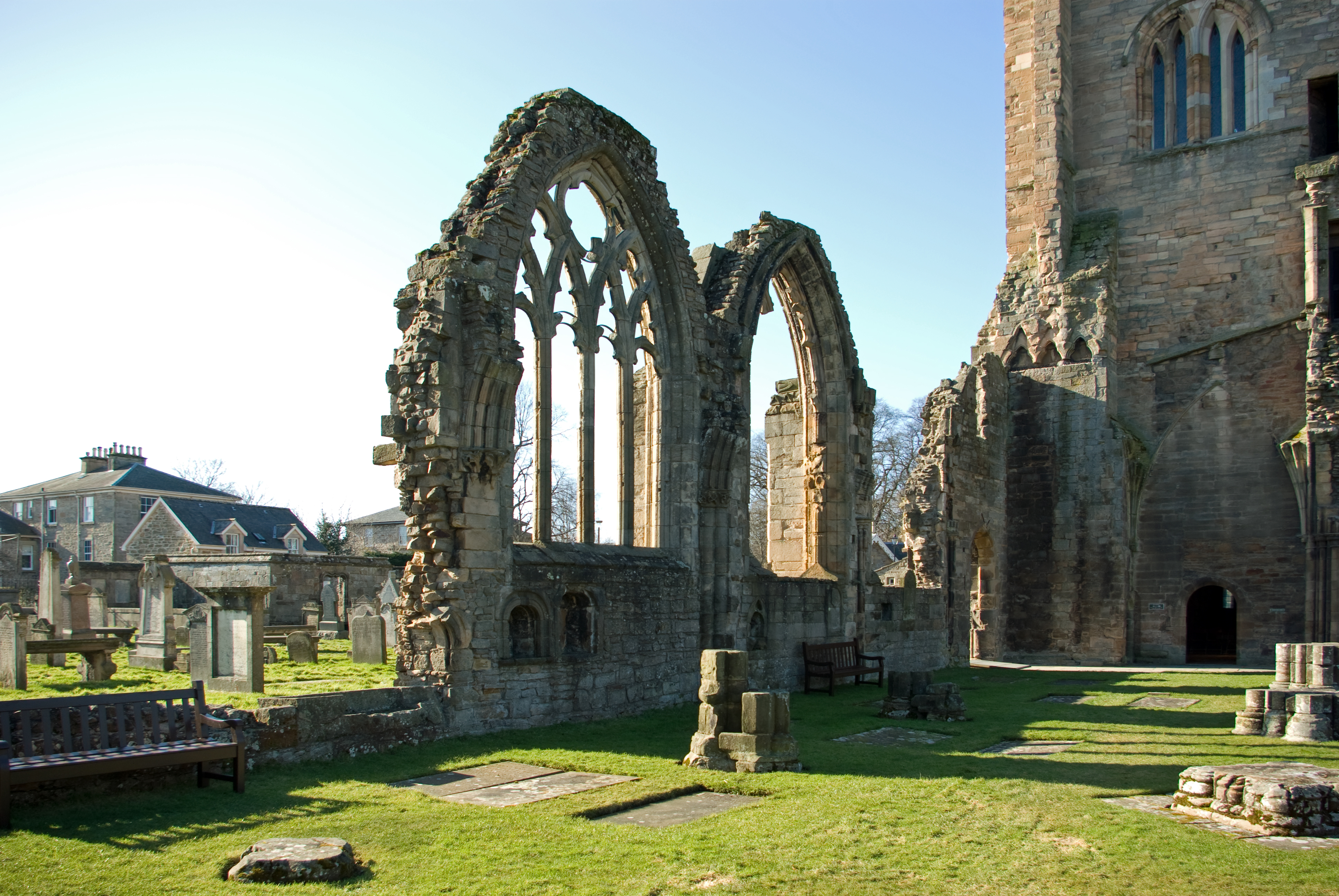
Fenster in der Südseite des Hauptschiffs
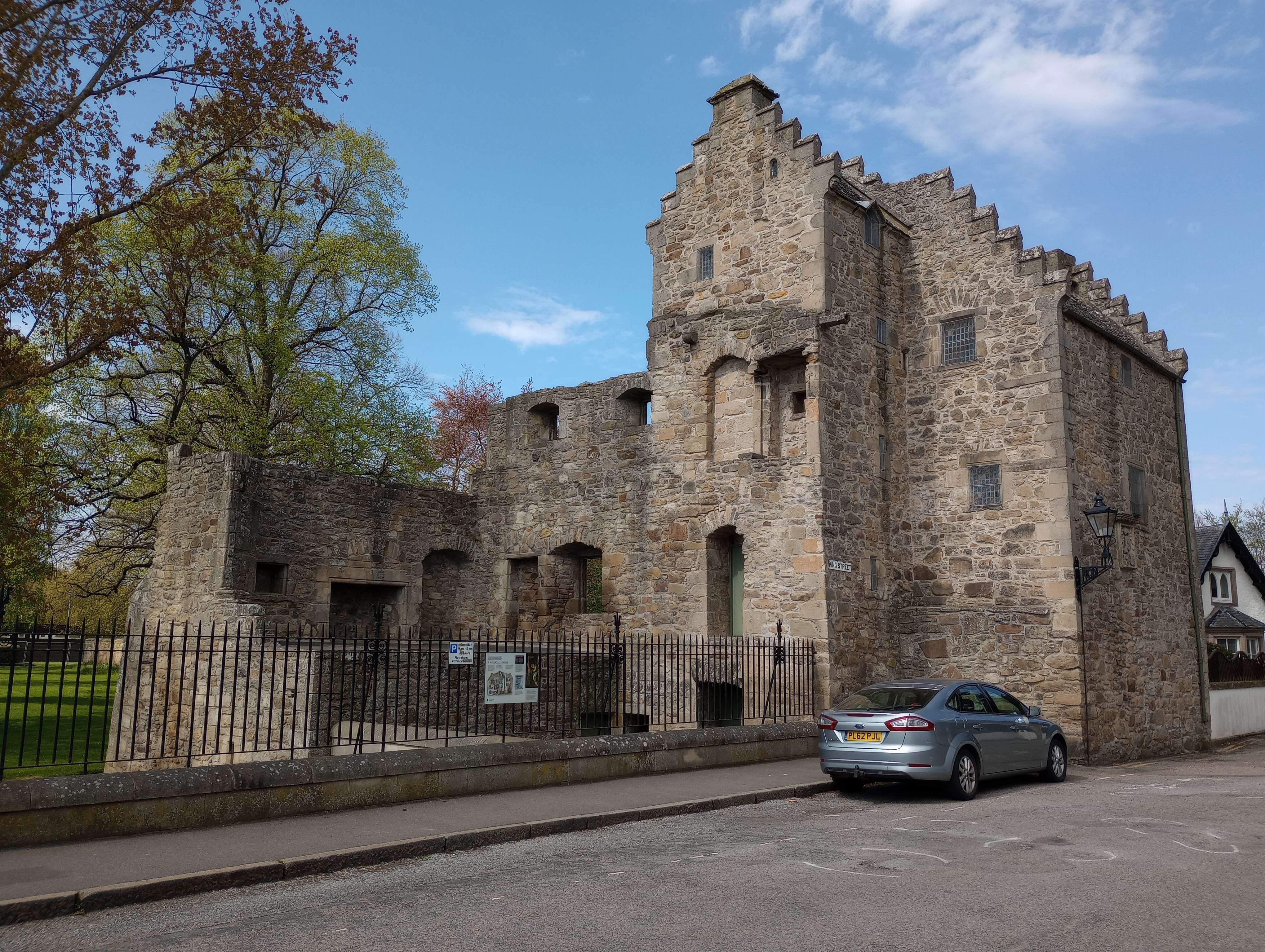
Bishop's House